# Den grønne zone
Den grønne zone, (en: the Green Zone), er et område på ca 10 km² i det centrale Bagdad, i Irak.
Zonen var hjemsted for koalitionsstyrkernes styre af landet, efter invasionen af Irak i 2003, og er fortsat hjemsted for de fleste udlændinge i byen, heriblandt repræsentanter for amerikansk militær, journalister og virksomheder.
Zonens officielle navn er den internationale zone (en: the International Zone), men det mest brugte navn er stadig den grønne zone. I kontrast hertil taler man om den Røde Zone, som det område af Bagdad der ligger uden for de bombesikre indhegninger. Begge betegnelser er oprindeligt det amerikanske militærs navne for områderne.

## Zonens historie
Den grønne zone er stort set det gamle regeringskvarter. Under Saddam Husseins styre husede området regeringspersoners private villaer for medlemmer af Baath partiet, adskillige ministerier, samt Saddam familiens paladser, hvoraf det største er det Republikanske Palads, landets magtcentrum.
Regeringskvarteret blev indtaget af amerikanerne 7-9 april 2003, under nogle af de hårdeste kampe i Bagdad.
De fleste indbyggere i området, inklusive Saddam Hussein var flygtet før byen faldt. Det efterlod et betragteligt antal forladte og beboelige bygninger, også selvom de fleste ministerielle bygninger var blevet ødelagt af luftbombardementerne i starten af krigen.
Da koalitionens civile administration rykkede ind i Bagdad, kort efter byen var faldet, besluttede de derfor at området var iddeelt som hovedkvarter for deres midlertidige styre af landet. Jay Garner, administrationens leder, overtog det Republikanske Palads. Andre bygninger blev overtaget af andre regeringsfolk og private sikkerhedsfirmaer.
Der endte med at befinde sig ca 5000 embedsmænd og repræsentanter for virksomheder i området.
Det er senere blevet kritiseret at man anbragte koalitionens hovedkvarter i området, der var synonymt med Baath partiets tidligere magt.
Også mange irakiske flygtninge og fattige flyttede ind i de forladte bygninger, og der bor stadig ca 5000 af dem i den grønne zone, sammen med beboere der ikke flygtede under invasionen.

## Zonen i dag
I zonen er der i dag en mindre amerikansk garnisons styrke, der bevogter kontrolposter ved indfaldsvejene, og patruljerer zonens grænser.
Den grønne zone ligger langs floden Tigris, i en bugtning af floden, og er som sådan godt beskyttet mod angreb fra syd og øst. På de andre sider er den omgivet af høje bombesikre mure, lavet af betonelementer, samt pigtråd, så de eneste adgangsveje er gennem en håndfuld bevogtede kontrolposter. Det giver ikke de irakiske oprørere andre muligheder for at ramme området end mortér- og raketangreb, men disse forårsager sjældent alvorlig skade. I oktober 2004 blev området dog ramt af to selvmordsbomber, der ødelagde bazaaren og Green Zone Cafe.
Efter valget i 2005 er mange af bygningerne i den grønne zone blevet overgivet til den nye irakiske regering. Den britiske og amerikanske ambassade, samt flere vestlige private sikkerhedsselskaber, og mange af de vestlige journalister i Irak, holder dog stadig til i den grønne zone.
33°18′27″N 44°23′25″Ø / 33.307577°N 44.390259°Ø